# Ráncos tárcsagomba
A ráncos tárcsagomba (Disciotis venosa) a kucsmagombafélék családjába tartozó, Európában és Észak-Amerikában elterjedt, ligeterdőkben, cserjésekben élő, ehető gombafaj. 

## Megjelenése
A ráncos tárcsagomba termőteste 5-15 cm átmérőjű, alakja fiatalon csészeszerű, széle begöngyölődhet; később korongra vagy tányérra emlékeztet. Széle idősen hullámossá válik. Tövénél röviden, tönkszerűen összehúzott.
Felső oldala világos vagy sötétbarna színű. Felszíne csupasz; fiatalon sima, idősebben jellegzetesen ráncos, redős, erezett, különösen a közepén.
Alsó oldala világosabb barnás, felülete finoman vagy erősebben korpás.
Húsa törékeny, világosbarna. Sérülésre erős klórszagot áraszt.
Spórapora halványsárga. Spórája elliptikus, sima, belsejében nincsenek olajcseppek; mérete 20-24 x 11-14 µm.

### Hasonló fajok
A ráncos koronggomba hasonlít rá, de annak nincs klórszaga.

## Elterjedése és termőhelye
Európában és Észak-Amerikában honos. Magyarországon ritka. 
Ligeterdőben, folyópartokon, cserjésekben él, gyakran kőris vagy bükk alatt. Kedveli az agyagos talajt. Április-májusban terem. 
Ehető gomba, kellemetlen szaga a főzés során eltűnik. Magyarországon védett,természetvédelmi értéke 5000 Ft.

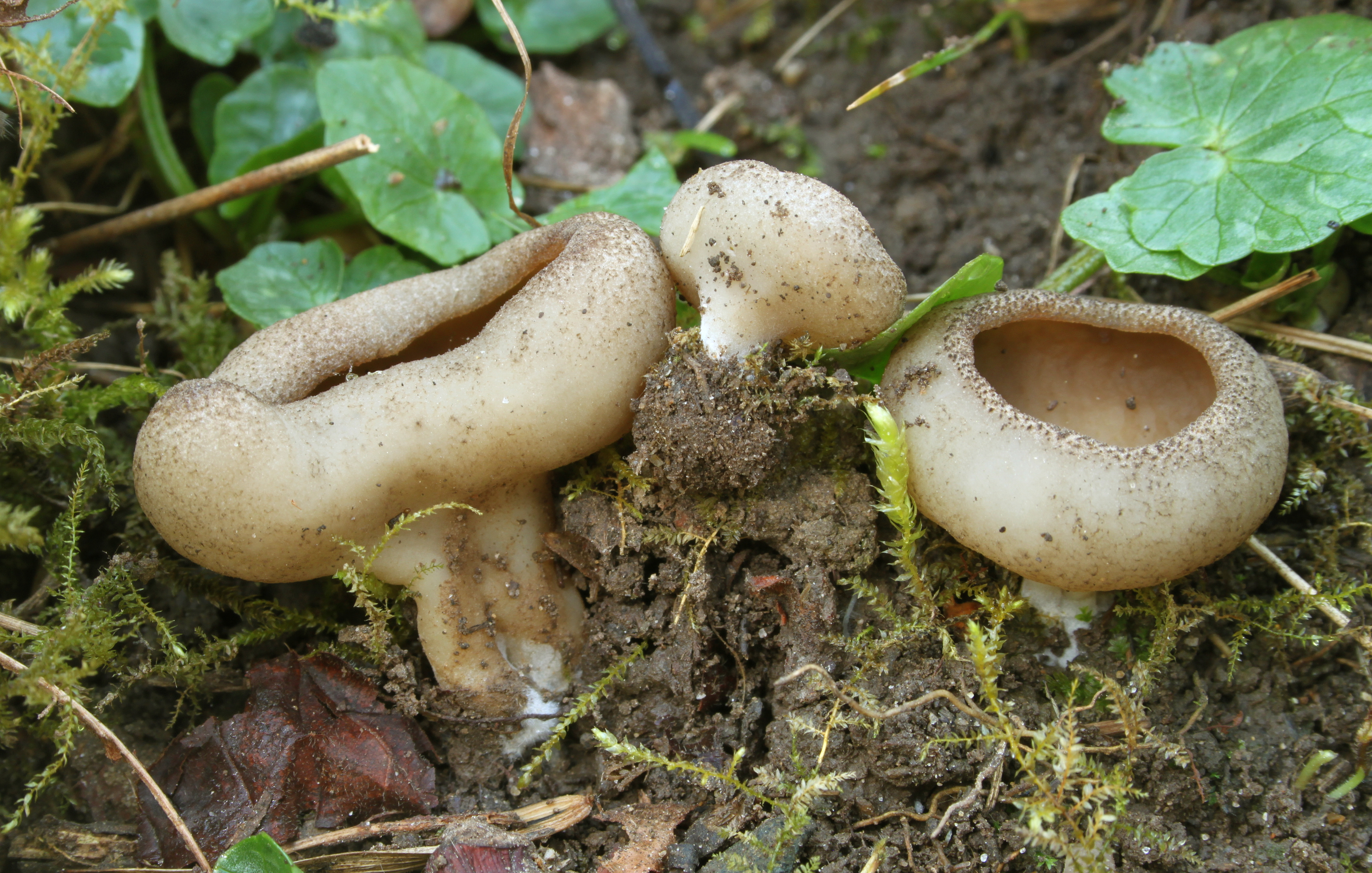
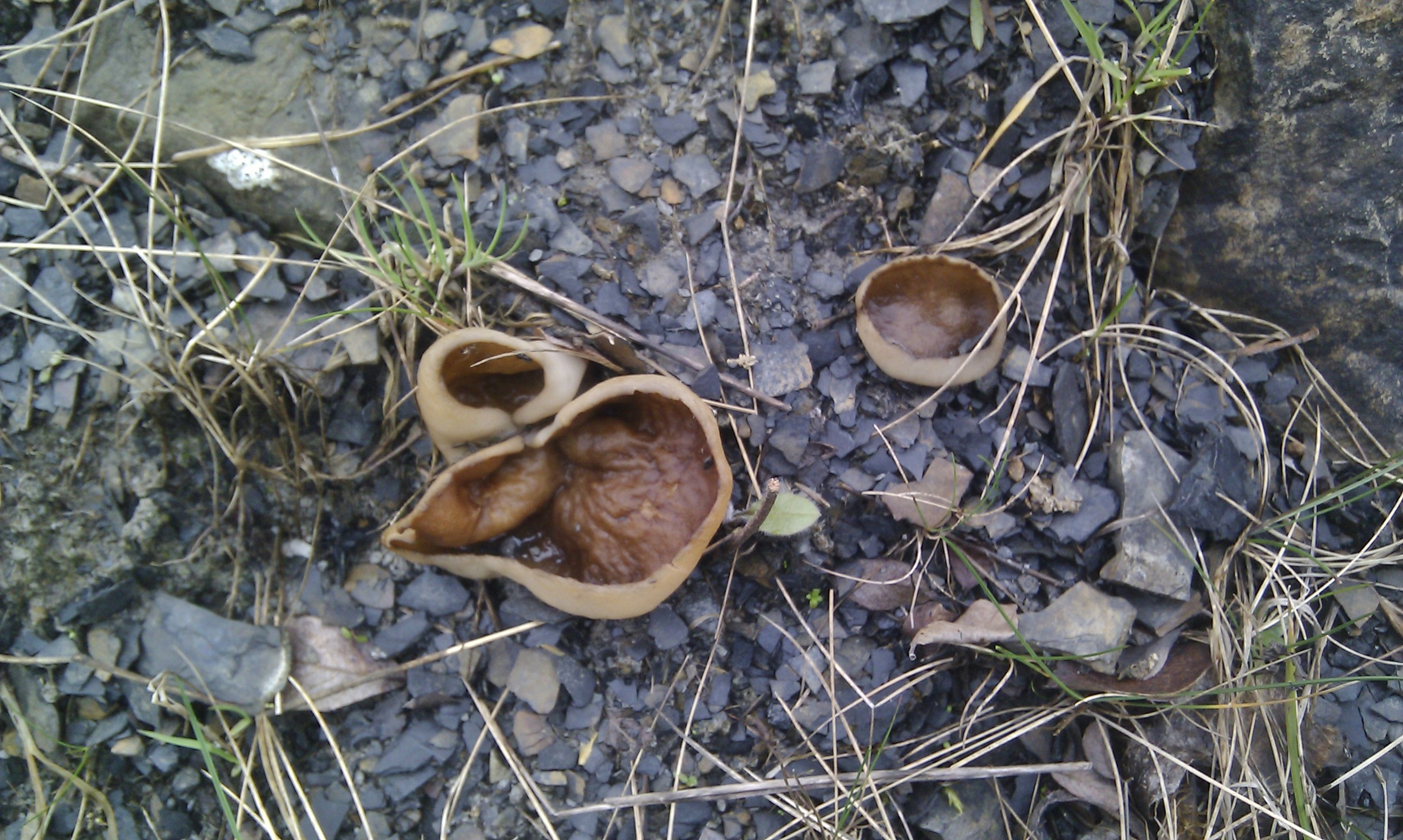
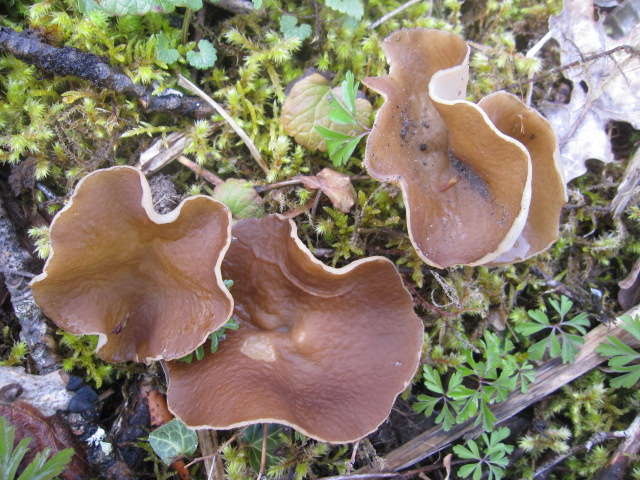
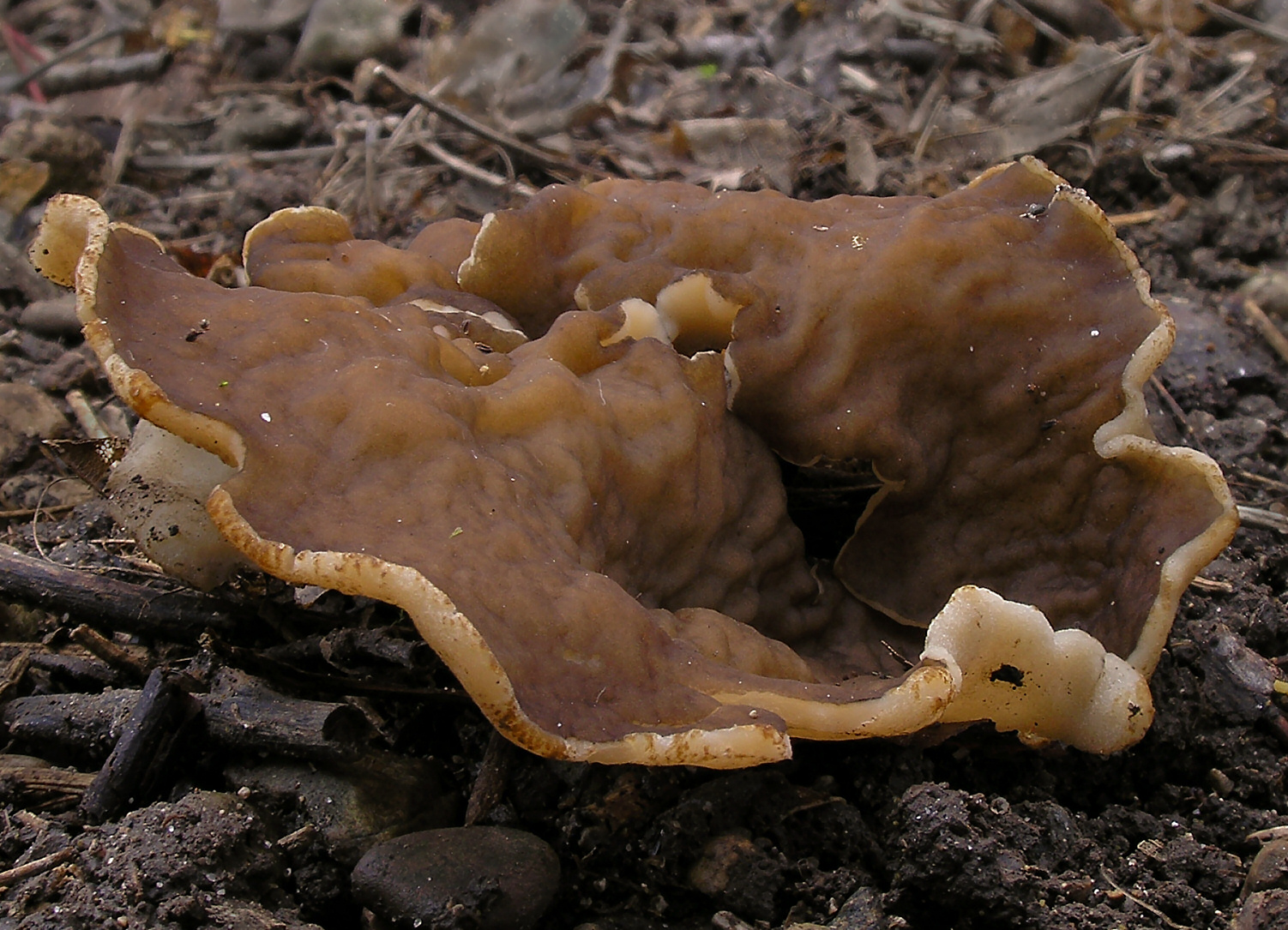
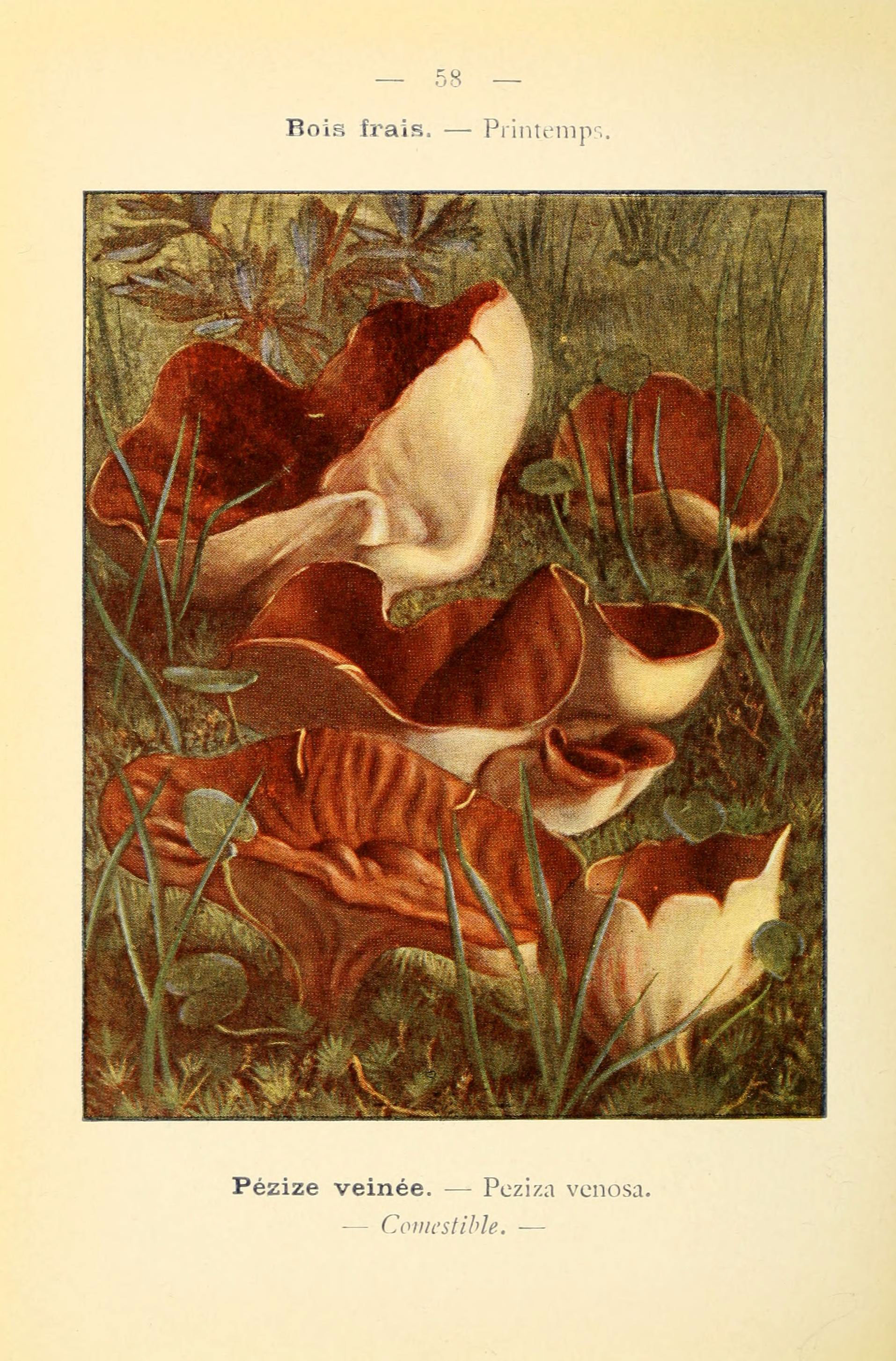